# 玉林山站
玉林山站是位于云南省开远市乐白道街道仁者村的一个铁路车站，有昆河铁路经过该站，邮政编码661000。车站建于1909年，2015年撤销，2018年重开。拥有两条股道，现不办理正式客运，办理货运业务，本车站及其上下行区间均未电气化。车站距离昆明北站255公里，隶属昆明铁路局，是五等站。